# Yunga (libro)
Yunga es un libro de cuentos del escritor ecuatoriano Enrique Gil Gilbert, publicado en Guayaquil en 1933 por la Editorial Trópico de la Imprenta de la Sociedad Filantrópica del Guayas. El volumen fue escrito entre 1931 y 1932 durante la estancia del autor en Chojampe, Guayaquil y Riobamba, y está compuesto por cinco relatos, entre los que destaca El negro Santander, en el que narra los abusos cometidos contra los peones que trabajaban en la construcción de las vías del Ferrocarril Transandino. El escritor ecuatoriano Miguel Donoso Pareja calificó el libro como «realismo de la mejor ley».
Al igual que en los cuentos de Gil Gilbert incluidos en el volumen Los que se van (1930), los relatos de Yunga muestran un sentido de denuncia social a favor de grupos excluidos. Aunque a diferencia de sus primeros cuentos, en los cuales se concentró en las figuras del cholo y el montuvio, en Yunga abarca además la experiencia de indígenas y personas afrodescendientes.
Etimológicamente, la palabra yunga es un vocablo quechua que significa «tierra caliente» y que se utiliza para designar las zonas más bajas y cálidas de los valles andinos.

## Contenido
El libro incluye los siguientes cuentos:
- El negro Santander
- Los hijos
- La deuda
- El niño
- El puro de ño Juan